# Azbest

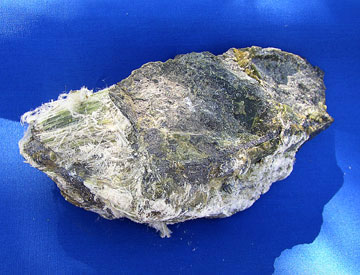
Azbest

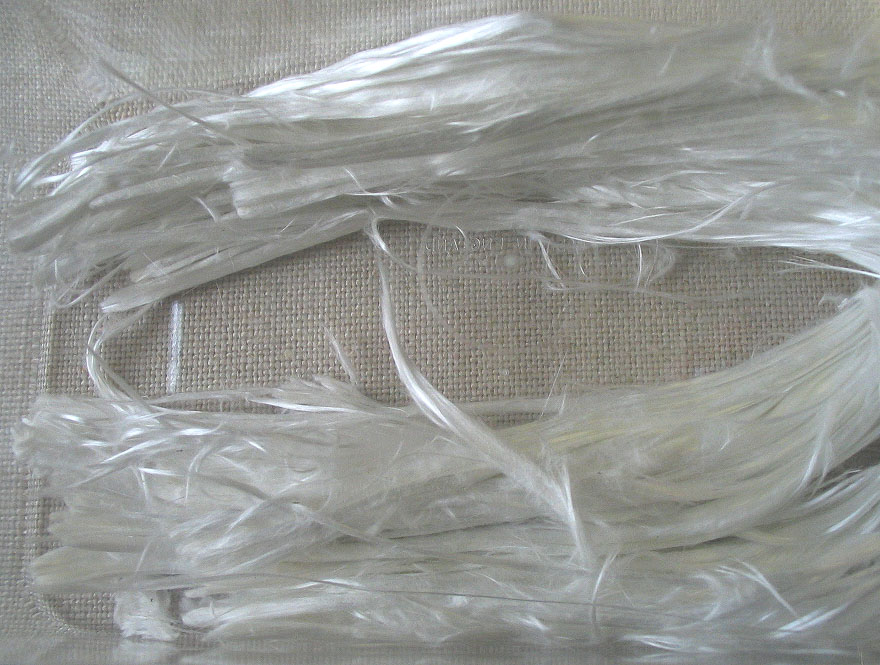
Włókna azbestu

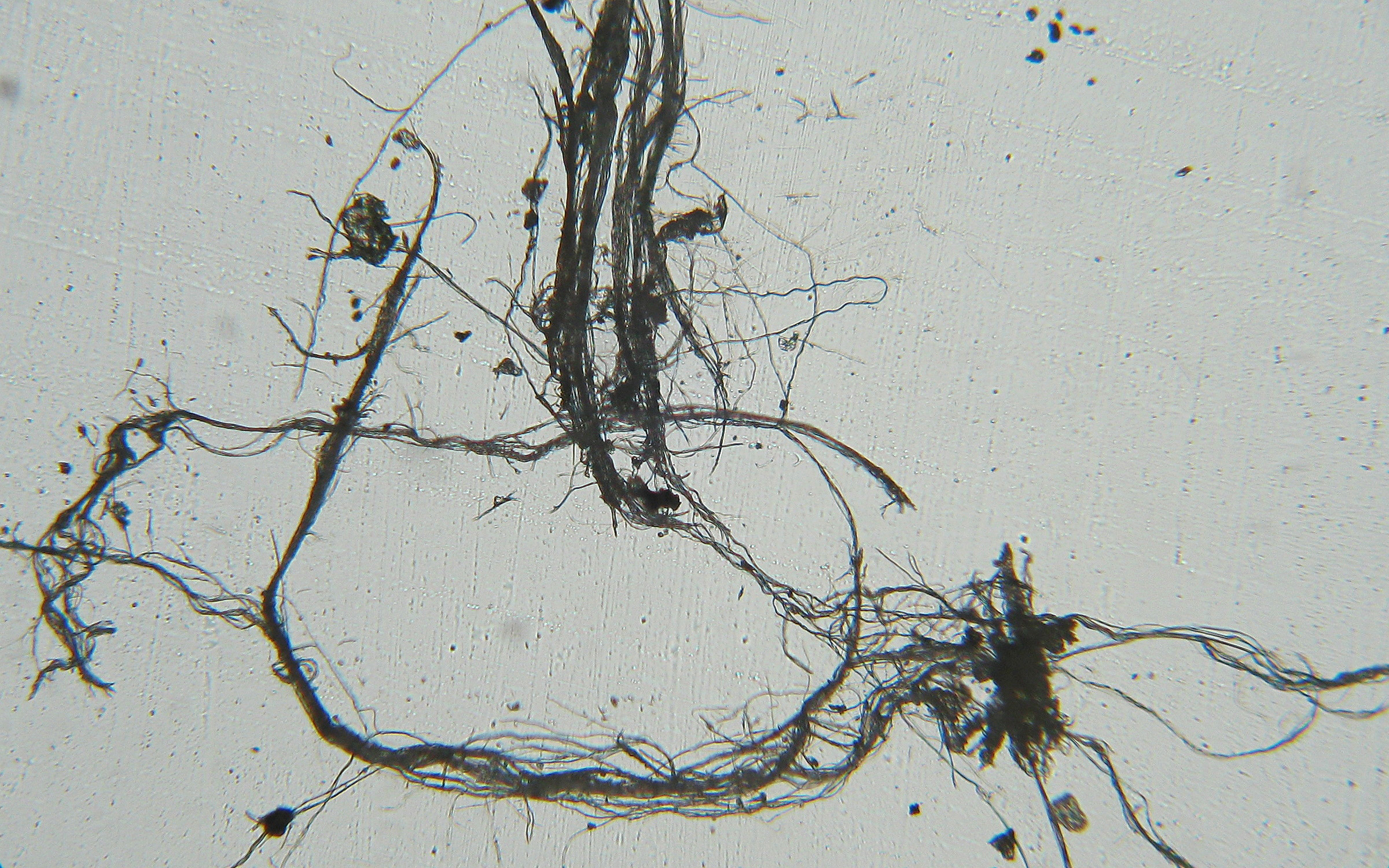
Włókna azbestowe zawarte w eternicie: widok pod mikroskopem optycznym w świetle przechodzącym (obiektyw 10x)

Azbest – określenie pewnych grup mineralnych mających postać włókien o stosunku długości do średnicy włókna co najmniej 100:1.
Nazwa azbest nie określa konkretnego minerału, lecz dotyczy ogółu minerałów krzemianowych tworzących włókna. Należą do nich:
- azbesty właściwe: azbesty serpentynowe (chryzotylowe) i amfibolowe (aktynolitowe, amiantowe, antofyllitowe, amozytowe, krokidolitowe – odmiana riebeckitu oraz magnesioriebeckitowe). Oprócz wymienionych należą tu jeszcze inne minerały krzemianowe – diopsyd, sillimanit, egiryn, lamprofyllit, astrofyllit i inne.
- Do minerałów azbestopodobnych należą: attapulgit, sepiolit, talk włóknisty, wollastonit, serpentynit włóknisty, antygoryt włóknisty oraz zeolity włókniste.

Przyjmuje się, że azbestami są włókniste odmiany minerałów występujące w przyrodzie w postaci wiązek włókien cechujących się dużą wytrzymałością na rozciąganie, elastycznością i odpornością na działanie czynników chemicznych i fizycznych. W przyrodzie występuje około 150 minerałów w postaci włóknistej, które w czasie procesu produkcyjnego mogą się rozdzielać na sprężyste włókna, czyli fibryle.
Techniczną klasyfikację azbestów oparto na długościach i średnicach wiązek włókien. W różnych klasyfikacjach średnice agregatów uznawanych za wiązki zmieniają się znacznie; zazwyczaj są one rzędu milimetrów. Długość wiązek wynosi od dziesiętnych części milimetra do 100 mm. Azbesty poddawane obróbce mogą rozpadać się na mniejsze cząstki (tzw. fibryle). Stwierdzono, że wymiary pojedynczych włókien po rozdrobnieniu mogą się zmieniać w bardzo szerokim zakresie: od nanometrów (nm) i mikrometrów (µm) do milimetrów.

## Zastosowanie

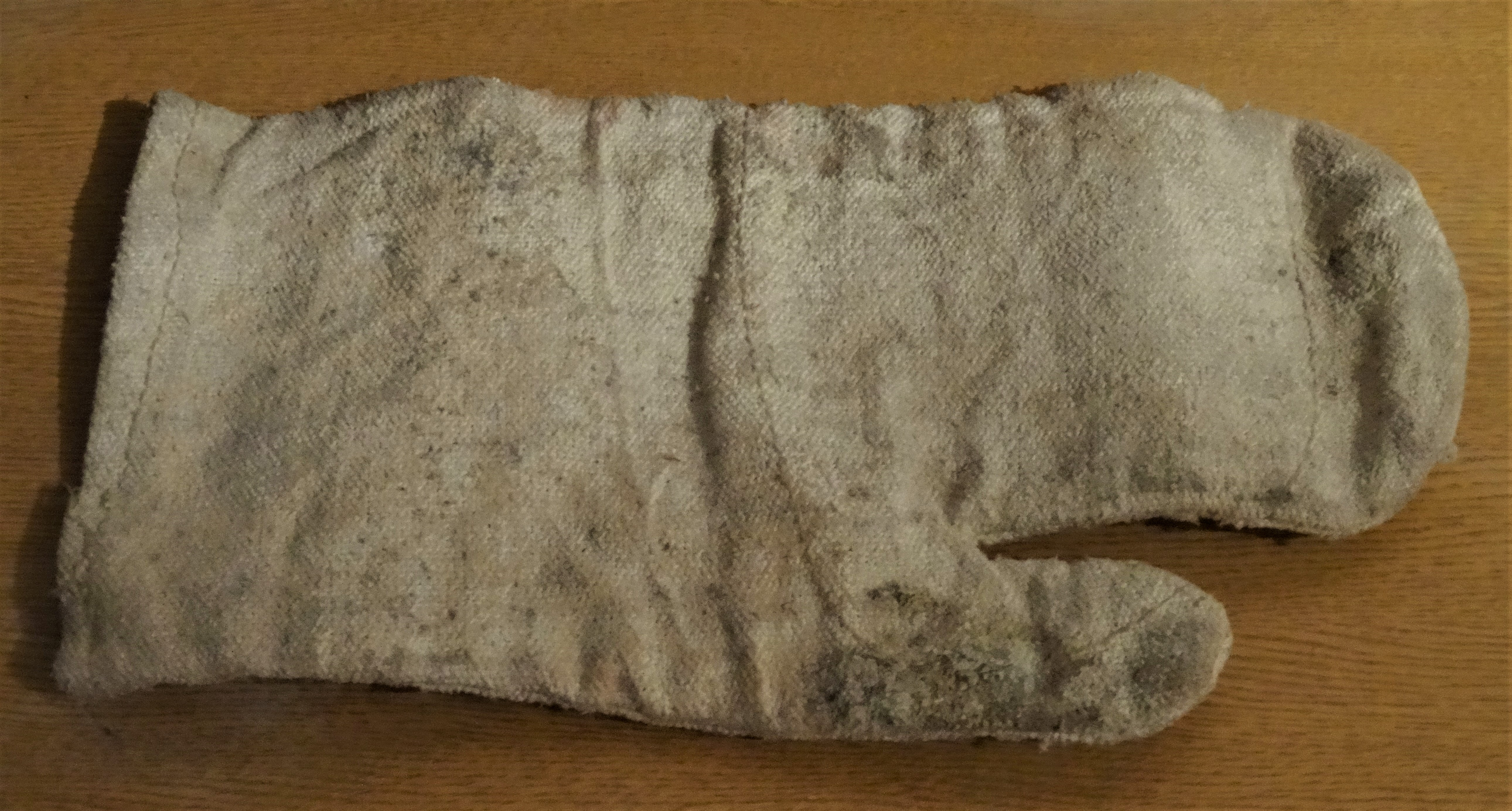
Azbestowa rękawica do prac gorących

- Włókna i wyroby odznaczają się znaczną odpornością na działanie czynników chemicznych, ścieranie i wysoką temperaturę.
- Ze względu na słabe przewodnictwo ciepła i prądu jest stosowany jako materiał izolacyjny.
- Dzięki ogniotrwałości i izolacyjności termicznej stosowany jest do wyrobu tkanin ogniotrwałych i farb ogniotrwałych.
- Dawniej produkowano z niego okładziny ciernych szczęk hamulcowych i niepalne materiały budowlane (pokrycia dachowe, rury itp).
- Dzięki niskiej cenie i dobrym właściwościom mechanicznym stosowany był jako wzmocnienie w eternicie.

Aktualnie ze względu na działanie rakotwórcze został wycofany, a np. pokrycia dachowe są wymieniane na inne.
Ze względu na szkodliwość pyłu azbestowego (pylica), usuwanie wyrobów azbestowych z budynków wymaga zabezpieczeń pracowników, a odpady prawidłowego unieszkodliwienia.
Jedną z metod neutralizacji azbestu, do 2010 roku jedyną dopuszczoną w Polsce, jest jego składowanie na składowiskach odpadów niebezpiecznych i zasypywanie ziemią.
Ostatnio coraz większą popularność zyskuje technologia unieszkodliwiania termicznego azbestu np. MTT (Microwave Thermal Treatment). W Polsce mają być dokonane zmiany w prawie dopuszczające metody termicznego unieszkodliwiania.

## Szkodliwość

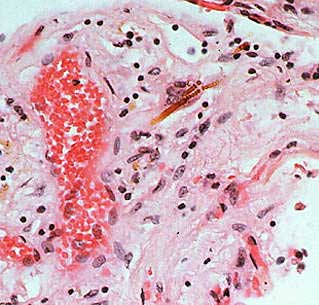
Obraz mikroskopowy płuca. Widoczne włókna azbestu i odczyn tkanek otaczających

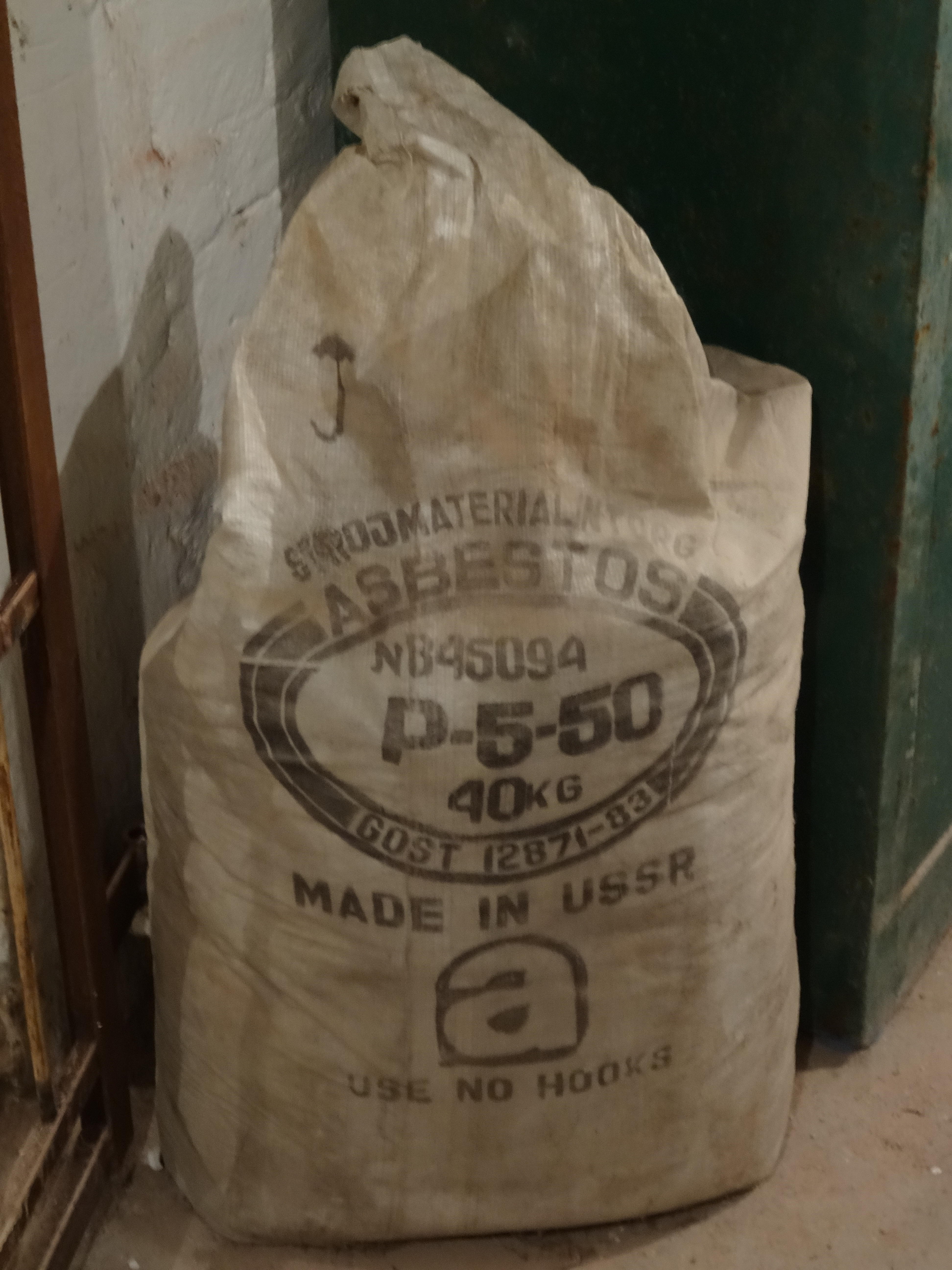
Azbest radzieckiej produkcji, po 1983. Brak informacji o szkodliwości

Azbest jest przyczyną pylicy azbestowej, chorób opłucnej (w tym międzybłoniaka) oraz nowotworów (raka oskrzela, jajnika, nerki i krtani).
Szkodliwość włókien azbestowych zależy od średnicy i długości włókien. Większe włókna nie są tak szkodliwe, gdyż w większości zatrzymują się w górnych drogach oddechowych, skąd są usuwane przez rzęski, włókna bardzo drobne są usuwane przez system odpornościowy. Najbardziej niebezpieczne nie są włókna długie (>5 μm), lecz cienkie (do 0,01 μm), chociaż różni badacze wskazują na wielką szkodliwość włókien już o średnicy niższej od 3 μm, jak również zagrożenie nieco powyżej tej granicy. Wartość 3 μm jako graniczną przyjmują też przepisy krajowe (podając dodatkowo stosunek długości do średnicy jako >3, dopuszczalne stężenie w powietrzu do 0,1 szt. na cm³) oraz międzynarodowe, przy czym dyskutuje się znaczne (10-100 krotne) zaostrzenie norm ilościowych, a w niektórych już krajach są one 500 razy bardziej restrykcyjne (np. Holandia 0,002 włókna/cm³). Włókna takie, niczym strzały, pręty, przenikają do dolnych dróg oddechowych, wbijając się w płuca, gdzie pozostają i w wyniku wieloletniego drażnienia (nawet po 20-30 latach) komórek wywołują nowotwory, jak rak płuca i międzybłoniak, rak krtani, a także inne choroby, jak np. pylica azbestowa (azbestoza), łagodne zmiany opłucnowe, a także obturacyjne przewlekłe zapalenie oskrzeli. Azbest wywołuje również wiele chorób nie związanych z układem oddechowym, jak nowotwory przewodu pokarmowego: rak żołądka i rak jelita, rak trzustki, rak jajnika oraz chłoniaki, co choć zostało potwierdzone, jest jednak dyskutowane.
Pierwsze wzmianki na temat szkodliwości azbestu pojawiły się w latach 1900–1920. W roku 1910 francuskie badania potwierdziły szkodliwy wpływ azbestu na organizm człowieka. U osób stykających się z azbestem rak płuc został uznany za chorobę zawodową.
Ryzyko wchłaniania włókien azbestowych występuje podczas pracy z minerałami azbestowymi oraz podczas kruszenia i obróbki produktów azbestowo-cementowych. W roku 1997 zakazano wprowadzania na terytorium Rzeczypospolitej Polskiej azbestu i wyrobów zawierających azbest, produkcji wyrobów zawierających azbest oraz obrotu azbestem i wyrobami zawierającymi azbest.